# Thermorégulation sociale chez l'humain
 (avril 2019).
- Si vous ne connaissez pas le sujet, laissez ce bandeau (vous pouvez alors contacter les auteurs).
- Si vous supprimez le contenu mis en cause (vous pouvez préalablement contacter les auteurs),

argumentez précisément cette suppression dans la page de discussion
(un manque de référence n'est pas un argument ; une recherche réelle de référence doit avoir été effectuée, être formellement documentée).
La thermorégulation sociale chez l'humain constitue l’ensemble des comportements sociaux et des mécanismes socio-cognitifs adoptés par l’humain pour maintenir sa température corporelle dans une zone normale, autour de 37 °C. L’être humain doit être capable de maintenir sa température corporelle grâce à des stratégies de régulation permettant sa survie. De nombreux mécanismes physiologiques de thermorégulation sont communs avec d’autres homéothermes, comme la transpiration pour refroidir le corps ou le frissonnement pour le réchauffer. Les mammifères sociaux s’appuient également sur la thermorégulation sociale, ensemble de comportements permettant de se réchauffer grâce à d'autres individus, pour réguler leur température corporelle. Des études spécifiques portant sur l’être humain ont pu mettre en évidence des continuités et des spécificités de la thermorégulation sociale chez cette espèce.

## Cadre théorique
La régulation de la température corporelle est un des besoins physiologiques fondamentaux des êtres humains, car elle est nécessaire pour maintenir un état d'homéostasie et survivre. Toute sortie prolongée de la zone normale de température peut s’avérer mortelle, mais la chaleur et le froid représentent des dangers asymétriques : alors qu’une augmentation de la température au-dessus de 37 °C peut être rapidement mortelle, une température trop basse peut être supportée par l’organisme pendant plus longtemps. Les mécanismes permettant d’augmenter ou de baisser la température corporelle suivent cette asymétrie. Pour diminuer la température corporelle, un organisme peut se baser sur des mécanismes physiologiques, comme la thermogenèse par consommation du tissu adipeux brun, à l’augmentation du rythme cardiaque, et au frissonnement. Cependant, ces mécanismes sont très coûteux en énergie. Les animaux sociaux peuvent donc également s’appuyer sur divers mécanismes de thermorégulation sociale, plus lents mais moins coûteux en énergie, comme le blottissement.
Parmi les réponses homéostatiques, les réponses réactives interviennent en réponse à des modifications de l’état interne, alors que les réponses prédictives prennent place en amont des modifications qui sont anticipées. Ces réponses prédictives sont moins coûteuses en énergie, et sont donc privilégiées dès que possible. Dans le cas de la thermorégulation sociale, si le cerveau humain est capable de faire des prédictions sur la fiabilité de son environnement social, alors il dispose d’informations lui permettant de mettre en place des réponses prédictives. Cela expliquerait pourquoi de tels traitements cognitifs de haut niveau seraient partiellement échafaudés sur des mécanismes thermorégulateurs de plus bas niveau. Par exemple, les concepts abstraits, comme la proximité interpersonnelle, pourraient se développer sur la base d’expériences sensorielles liées à la température.

## Attachement et thermorégulation
Des expériences sur la thermorégulation sociale ont mis en lien la régulation de la température corporelle avec les styles d’attachement. Des participants généralement proches dans leurs relations interpersonnelles (attachement peu évitant) ayant tenu une tasse d’eau chaude, percevaient la tasse comme physiquement plus proche d’eux que quand ils avaient tenu une tasse d’eau froide. Au contraire, les participants généralement distants dans leurs relations (attachement évitant) percevaient cette tasse comme plus proche d’eux quand elle était remplie d’eau froide. Selon les auteurs de cette étude, ces résultats s’expliquent par le fait que moins l’attachement est évitant, plus la chaleur est envisagée comme un indice de proximité sociale et physique.
Une autre recherche menée avec des enfants a montré que ceux qui avaient un attachement sécure étaient plus généreux lorsqu'ils étaient dans une pièce chaude plutôt que froide. En revanche, ce résultat n'a pas été retrouvé pour les enfants qui avaient un attachement insécure.

## Cognition sociale et thermorégulation
La cognition sociale concerne l'ensemble des processus cognitifs impliqués dans les interactions sociales. Plusieurs études suggèrent un lien entre la cognition sociale et la thermorégulation sociale.

### Influence de la thermorégulation sur la cognition sociale
La thermorégulation sociale s’intéresse donc entre autres à l’impact de la température sur les comportements sociaux, et en particulier les comportements cognitifs (c’est-à-dire les processus, les manières d’interpréter l’environnement et d’agir en société) en fonction de la chaleur ambiante ou ressentie. Ainsi, la température semble avoir un effet autant sur la proximité sociale que sur le langage utilisé. Dans une étude, les participants humains qui avaient tenu une tasse chaude évoquaient plus spontanément des personnes desquelles ils se sentaient proches, en comparaison avec des participants qui avaient tenu une tasse froide. Le choix des mots peut aussi différer selon la température ambiante : dans une autre étude, les mouvements de pièces d'échecs étaient décrits de manière plus concrète par les participants dans une pièce chaude que dans une pièce froide. L'utilisation de mots relevant de processus plus perceptuels est aussi influencée par la chaleur : les mêmes mouvements de pièces d'échecs étaient décrits avec des termes plus globaux par les participants dans une pièce chaude que par les participants dans une pièce plus froide. Le langage abstrait peut donc être influencé par des expériences perceptives plus fondamentales liées à la température.
De manière analogue, des chercheurs ont montré qu'une manipulation de froid pouvait engendrer un sentiment de solitude plus grand, en effet, les participants qui avaient tenu une poche froide disaient se sentir plus seuls au travers d'une échelle mesurant la solitude en comparaison à des participants qui avaient tenu une poche d'eau tiède ou chaude.
La température semble également avoir un effet sur d'autres processus cognitifs comme l'estimation de caractéristiques, une première étude a en effet montré que lors d'une journée chaude (25 - 27 °C), les participants jugeaient des objets présentés en pairs (par exemple, vin blanc vs. vin rouge) comme plus similaires que d'autres participants lorsque la journée était plus froide (8 - 12 °C). Dans une deuxième et troisième étude, les chercheurs ont également montré que lorsque la journée était chaude les participants avaient tendance à se sentir plus similaires à des hommes présentés en photo sur la dimension de leur potentiel sportif, en revanche, lorsque la journée était plus froide, les participants ne se sentaient pas aussi similaires à ces mêmes hommes présentés en photo.
Une série d'expériences a montré que des participants avaient plus tendance à être dans une démarche d'acquiescement lorsqu'ils étaient dans un environnement chaud plutôt que dans un environnement froid. En effet, dans une première étude, les chercheurs ont montré que, dans une tâche de mémoire, les participants qui étaient dans une pièce chaude (22,4 - 24,2 °C) avaient tendance à dire plus souvent que oui ils avaient déjà vu un mot en comparaison à des participants qui étaient dans une pièce froide (16 - 18,7 °C), et cela, indépendamment du taux de bonnes réponses, en d'autres termes, les participants dans la pièce chaude ne se souvenaient pas mieux des mots mais avaient tendance à dire plus souvent qu'ils avaient déjà vu un mot. Cette tendance à être dans une démarche d'acquiescement lorsque l'on est dans un environnement chaud a été corroboré par une seconde étude ; celle-ci a démontré que s'imaginer dans un environnement chaud menait à répondre de manière plus positive à différentes échelles qui n'avaient rien à voir entre elles, suggérant donc une tendance générale à l'acquiescement.
Généralement les expériences en psychologie s'appuient sur un modèle déjà établi afin de montrer si celui-ci fonctionne. Cependant, cela peut avoir pour conséquence de biaiser les données. Une expérience menée a choisi d'utiliser une approche exploratoire pour éviter ce biais. Cette méthode permet de déterminer quels facteurs permettent au mieux de prédire les données qu'ont obtenues préalablement les chercheurs. Les auteurs ont pris en compte un grand nombre de facteurs pouvant influencer la thermorégulation et ils ont demandé aux participants de mesurer leur température corporelle. L'analyse de ces données a montré que les variables qui prédisent le mieux  les données obtenues sont : l'indice d'intégration sociale (CSI), le poids, la taille et le sexe. Dans une seconde étude, les auteurs ont décidé d'approfondir l'implication du CSI dans la thermorégulation sociale. Ils ont alors comparé les scores obtenus au CSI des participants en fonction des régions dans lesquelles ils vivaient. Les résultats ont révélé que les personnes vivant dans des contrées plus froides ont un CSI plus élevé.

### Influence de la cognition sociale sur la thermorégulation
Les fonctions cognitives de haut niveau permettant de réfléchir et de raisonner à propos de l’environnement social semblent influencer les mécanismes de thermorégulation en retour. Ainsi, le sentiment d’exclusion sociale pourrait influencer l’estimation de la température : après avoir pensé à une situation où ils s’étaient sentis intégrés socialement, les participants d’une étude ont estimé la température de la pièce comme plus chaude que les autres participants, à qui les auteurs avaient demandé de penser à une situation d’exclusion. Ce résultat a été confirmé par une autre étude, dans laquelle les participants subissaient une réelle situation d’exclusion sociale pendant un jeu. Les participants avaient une tendance accrue à désirer des aliments chauds, qui leur permettraient de compenser cette baisse perçue de température.
Le lien entre température et affiliation sociale pourrait ne pas être systématique. L’activation par la température de certains processus psychologiques pourrait dépendre de l’évaluation du contexte social immédiat. Ainsi, la chaleur pourrait augmenter le besoin d’appartenance sociale seulement si l’individu se sent menacé.
Les comportements altruistes semblent aussi avoir une influence sur la perception de la température environnante. En effet, les participants perçoivent la température de leur environnement plus chaud quand ils ont émis ou vécu un comportement altruiste. Dans une première étude, les auteurs ont choisi des participants ayant vécu des dommages liés à un ouragan. Les participants qui rappellent un comportement altruiste rapportent aussi un ressenti de la température plus élevé. Dans une deuxième étude, les auteurs ont présenté aux participants une vidéo d'un tremblement de terre, ils leur demandent ensuite d'imaginer un comportement altruiste. Un questionnaire sur la perception de la température ressentie leur est donné avant et après le scénario imaginé. Les résultats montrent que la perception de la température est plus chaude dans la condition altruiste. Les auteurs ont monté deux autres tâches comportant un groupe en condition altruiste et un autre groupe en condition non altruiste. Le groupe faisant partie de la condition altruiste perçoit la température environnante plus chaude que l'autre groupe. Dans leur dernière étude, les auteurs ont questionné des personnes venant de faire un don et d'autres n'ayant pas fait de don. Les personnes ayant fait une donation perçoivent leur environnement plus chaud que celles qui n'en ont pas fait.

## Controverses
Certaines controverses ont néanmoins été émises concernant la thermorégulation sociale et les résultats observés dans ce champ. Chabris et collaborateurs ont tenté de répliquer l'effet observé par Williams et Bargh de la préhension d'objets chauds ou froids sur les jugements de la personnalité et les comportements altruistes. Malgré le grand nombre de participants (approximativement le triple comparativement à l'étude originale), aucun effet n'a été mis en évidence. Même si les conditions expérimentales étaient différentes (pour plus d'écologie, l'expérience de Chabris et al. a été menée sur un campus et non en laboratoire), l'échantillon conséquent aurait dû compenser l'écart possible d'effet.
L'étude de Bargh et Shalev (qui montre une corrélation entre solitude chronique et fréquence, durée, et température des douches) a aussi été remise en cause par manque de réplication. L'étude princeps comptait un nombre trop faible de participants, et Donnellan et al. ont conduit 9 études de réplications avec des échantillons satisfaisants. Ils ont utilisé, selon les études, des mesures similaires ou identiques à Bargh et Shalev. Ils n’ont pas pu trouver de preuves suffisantes de la corrélation entre la solitude chronique et la température de l'eau ou la fréquence des douches. Ces réplications soutiennent cependant une corrélation entre la durée des douches et la solitude chronique, mais qui peut être expliquée par d’autres variables que la thermorégulation.
La récence du domaine limite la portée des résultats et explique les difficultés de réplication. En effet, la plupart des études sur la thermorégulation sociale chez l’humain ont été réalisées à partir de 2005. Bien que ce domaine se base aussi sur les recherches en thermorégulation sociale chez l’animal, la littérature sur ce domaine reste restreinte autour de quelques auteurs. Cela a pour conséquence un faible nombre d'études sur la réplication des effets observés, et peu de recul sur les modérateurs pouvant influencer la présence ou l’absence d’effet. Par exemple, Fay et Maner proposent comme modérateurs le contexte et la sensation de menace, mais cette hypothèse n'a pas encore été évaluée par des réplications ou des études reliées. De même, le rôle modérateur de taille du cercle social n’est pas consistant dans toutes les études.
Le champ de la thermorégulation sociale n'est pas à l’abri des problèmes majeurs inhérents à la psychologie et à d'autres sciences expérimentales, comme la crise de la reproductibilité. Une des causes majeures de celle-ci est le biais de publication, qui entraîne une surreprésentation des résultats significatifs dans la littérature, du fait de la non-publication des résultats non-significatifs. Une méta-analyse sur la thermorégulation sociale a montré que la modélisation (par un graphique en entonnoir) des tailles d’effets liées aux différents types d’effets de la thermorégulation sociale, était cohérente avec un biais de publication. Néanmoins, avec l’essor des pratiques visant à la réduction de ce biais, notamment le pré-enregistrement des hypothèses et du plan d’analyse, on peut s’attendre à observer une amélioration de la fiabilité des résultats dans le futur.  
De même, une plus grande connaissance des mécanismes physiologiques intervenant dans la thermorégulation sociale permettra une compréhension plus profonde de ce phénomène. Pour le moment, les liens entre certains mécanismes cognitifs et physiologiques sont incertains et se doivent d'être étudiés plus profondément dans le futur. Enfin, il existe certaines limitations liées aux mécanismes neurochimiques et aux neurotransmetteurs impliqués (ex: l'ocytocine), leurs rôles dans la thermorégulation sociale étant avérés mais peu documentés à ce jour.